# Střelské Hoštice (stacja kolejowa)
Střelské Hoštice – stacja kolejowa w miejscowości Střelské Hoštice, w kraju południowoczeskim, w Czechach. Znajduje się na linii 190 Pilzno - Czeskie Budziejowice, na wysokości 420 m n.p.m..  

## Linie kolejowe
- 190: Pilzno – Czeskie Budziejowice